# Maya/Libera di andare
Maya/Libera di andare è un singolo di Lina Savonà, pubblicato nel 1978.
Il brano Maya ha partecipato al Festivalbar di quell'anno.

## Tracce
1. Maya (Astra, Pietrosani, Bochica)
2. Libera di andare (Astra, Bochica)